# Aba (Haut-Uele)
Pour les articles homonymes, voir Aba.
Aba est une localité du territoire de Faradje, province du Haut-Uele en république démocratique du Congo.

## Géographie
Elle est située à proximité de la frontière sud-soudanaise sur la route nationale RN 26 à 64 km du chef-lieu territorial Faradje et à 412 km au nord-est du chef-lieu provincial Isiro.

## Histoire
Avant la fondation de l'État Indépendant du Congo (EIC), Aba, alors appelé Ndirfi (du nom de la colline Indiriti), était une station de l'Administration égyptienne. Il faisait partie de la zone de Makraka. Sous l'Administration de l'E.I.C., il fut transformé à une station de l'État et constitua une base de la Force Publique lors de sa campagne vers le Nil, comme aussi un centre de relai entre Ganda (Sud-Soudan), Dungu et le bas Kibali (Surur). Dans sa Chronique de l'Uele, L. Lotar en parle en ces termes:
"Semio resta a Ndirfi avec la plus grande partie de la troupe,
afin d’assurer les communications entre Ganda, la Dungu et le bas Kibali,
tandis que Milz atteignait, sur la haute Dungu, le village de Faraki (Faradj),
fils de Riggo, chef logo, dont la population ne donnait pas le moindre signe d’hostilité.
À proximité de la résidence de Faradj, Milz fondait un poste, donc en amont de
l’ancien poste égyptien de Mundu".
La date et les circonstances  de changement du nom de cette station de Ndirfi à Aba sont encore découvrir. Toutefois, l'on sait que c'est durant l'Administration de l'EIC que s'opéra ce changement. En 1913, lorsque les Pères Dominicains belges y commencèrent l'évangélisation, la localité s'appelait déjà Aba.  Sous la deuxième République, elle acquit le statut de Cité.

## Population
La Cité d'Aba est habitée principalement par les tribus Kakwa, Mondo et Logo Lolia, sans qu'aucune de ces trois tribus ne puisse en dominer le Centre, lequel reste fondamentalement cosmopolite. La population est très jeune. La population totale de la cité d'Aba était estimée à 24.000 habitants en 2011 (en 1950 elle s'élevait à 3000 habitants).  Mais à la suite des attaques répétées des rebelles ougandais de la LRA et la tendance des populations des périphéries à se déplacer vers le centre, la population est passée de 24.000 à 59.000 habitants.

## Administration
Localité de 5 107 électeurs recensés en 2018, elle a le statut de commune rurale de moins de 80 000 électeurs, elle compte 7 conseillers municipaux en 2019.
Elle est organisée en plusieurs quartiers qui sont: Sambiri, Kirako, Lipara, Mission, Djumbi, Mery.

## Éducation
La cité d'Aba connait un taux acceptable de scolarisation. Il n'existe pas encore d'école maternelle digne de ce nom; mais la cité compte plusieurs écoles primaires, dont les principales sont: EPA (École Primaire d'Aba, du réseau officiel), École primaire Djombo-Lumery (réseau conventionné catholique), École primaire Bunawa (réseau conventionné catholique) et École primaire Nyalanya (réseau conventionné protestant). Il existe aussi 5 écoles secondaires: L'Institut Technique Commercial et Administratif d'Aba (ITCA), l'Institut Lopya (pédagogie), L'Institut Ima (Littéraire), l'Institut Technique Médical de Nyalanya et l'Institut Nyalanya (Math-Physique), avec un cycle court pour la formation des mançons et ménuisiers.

## Économie
Située à proximité de la frontière avec le Soudan, elle est un lieu de commerce et de communications.

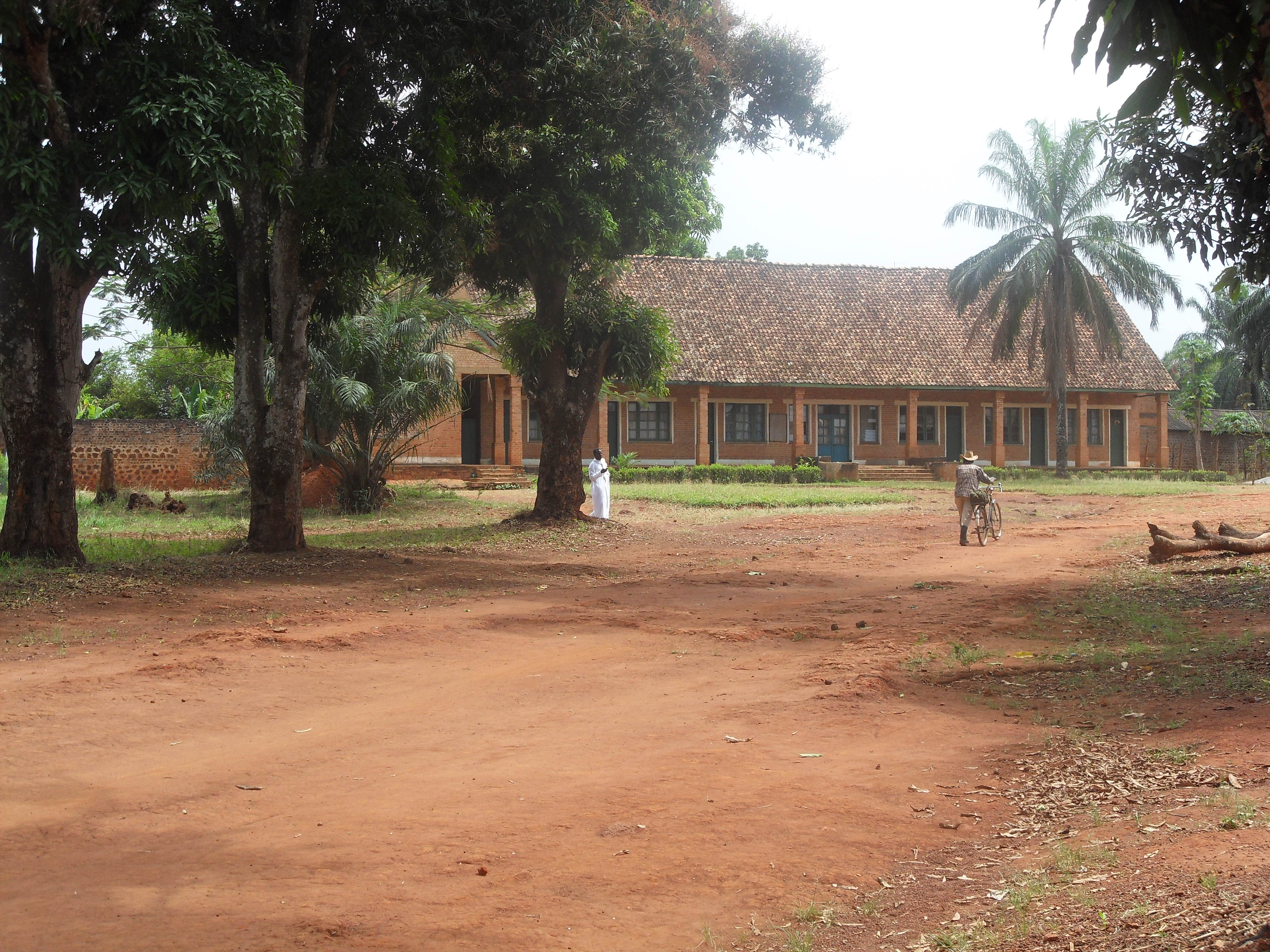
Maison d'habitation des Abbés
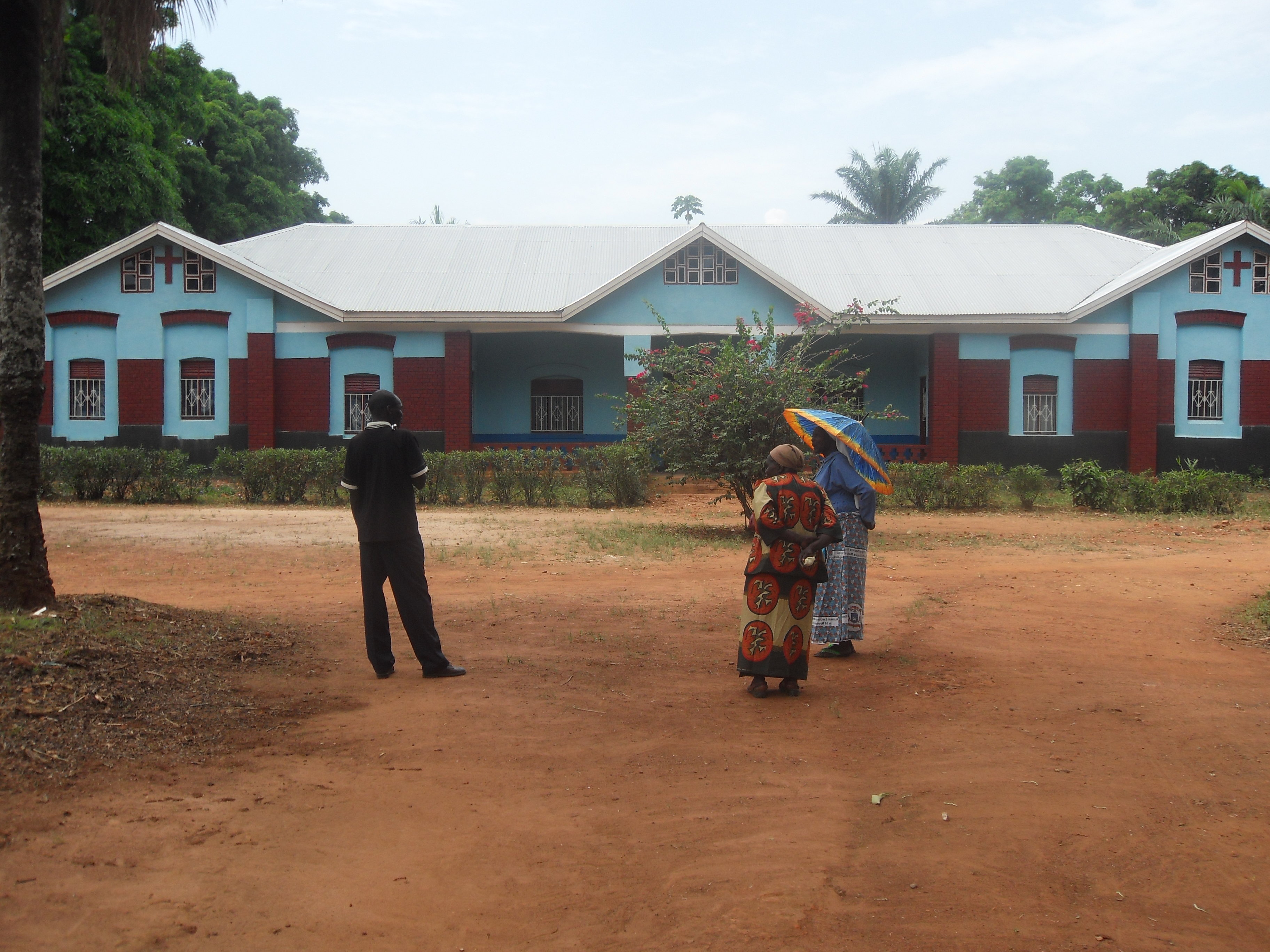
Maison d'habitation des Religieuses
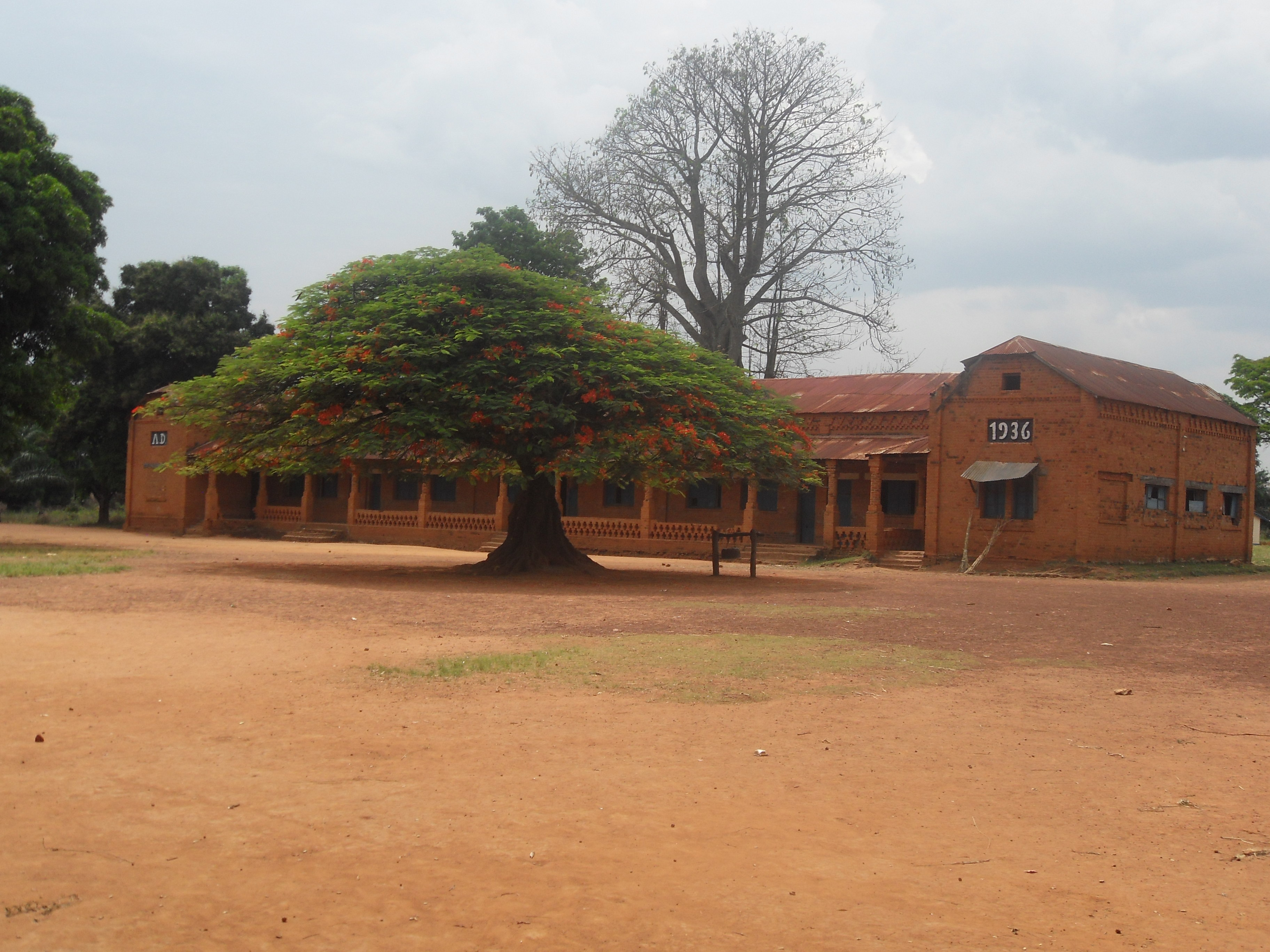
École primaire pour filles